# Litichovice
Litichovice jsou obec v okrese Benešov ve Středočeském kraji. Leží dvanáct kilometrů východně od Benešova. Žije zde 73 obyvatel.

## Historie
První písemná zmínka o obci pochází z roku 1402.

## Obyvatelstvo
| Rok            | 1869 | 1880 | 1890 | 1900 | 1910 | 1921 | 1930 | 1950 | 1961 | 1970 | 1980 | 1991 | 2001 | 2011 | 2021 |
| -------------- | ---- | ---- | ---- | ---- | ---- | ---- | ---- | ---- | ---- | ---- | ---- | ---- | ---- | ---- | ---- |
| Počet obyvatel | 191  | 208  | 193  | 144  | 130  | 125  | 116  | 97   | 95   | 78   | 63   | 57   | 53   | 48   | 72   |
| Počet domů     | 25   | 26   | 26   | 25   | 26   | 26   | 26   | 26   | 25   | 22   | 22   | 25   | 25   | 28   | 28   |

## Obecní správa

### Územněsprávní začlenění
Dějiny územněsprávního začleňování zahrnují období od roku 1850 do současnosti. V chronologickém přehledu je uvedena územně administrativní příslušnost obce v roce, kdy ke změně došlo:
- 1850 země česká, kraj České Budějovice, politický okres Benešov, soudní okres Vlašim, obec Třebešice[7]
- 1855 země česká, kraj Tábor, soudní okres Vlašim, obec Třebešice
- 1868 země česká, politický okres Benešov, soudní okres Vlašim, obec Třebešice
- 1905 země česká, politický okres Benešov, soudní okres Vlašim[8]
- 1937 země česká, politický i soudní okres Vlašim[9]
- 1939 země česká, Oberlandrat Německý Brod, politický i soudní okres Vlašim[10]
- 1942 země česká, Oberlandrat Praha, politický okres Benešov, soudní okres Vlašim[11]
- 1945 země česká, správní i soudní okres Vlašim[12]
- 1949 Pražský kraj, okres Vlašim[13]
- 1960 Středočeský kraj, okres Benešov
- k 1. lednu 1980 Středočeský kraj, okres Benešov, městys Divišov[8]
- k 24. listopadu 1990 Středočeský kraj, okres Benešov[8]
- 2003 Středočeský kraj, okres Benešov, obec s rozšířenou působností Vlašim

### Obecní symboly
Znak a vlajka byly obci uděleny rozhodnutím předsedkyně Poslanecké sněmovny Parlamentu České republiky dne 23. června 2022.

## Doprava
Dopravní síť
- Pozemní komunikace – Do obce vede silnice III. třídy.

- Železnice – Železniční trať ani stanice na území obce nejsou.

Veřejná doprava 2012
- Obec byla bez přímé dopravní obsluhy. Autobusová zastávka se nachází 600 m severně od obce na silnici II/111.

## Turistika
Obcí vede cyklotrasa č. 0072 Postupice – Jemniště – Litichovice – Divišov – Český Šternberk.

## Pamětihodnosti
- Kaple na návsi

## Galerie

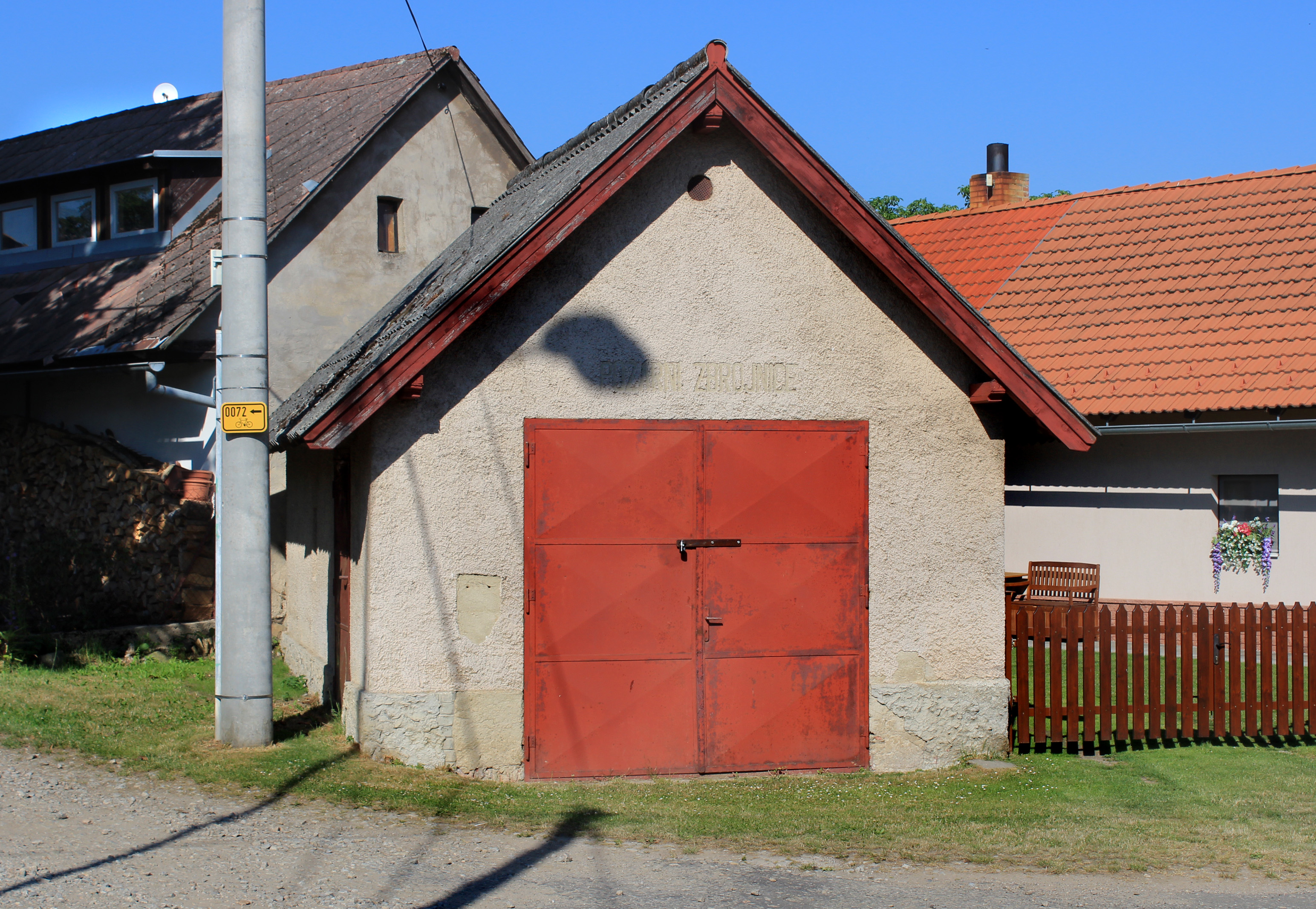
Požární zbrojnice
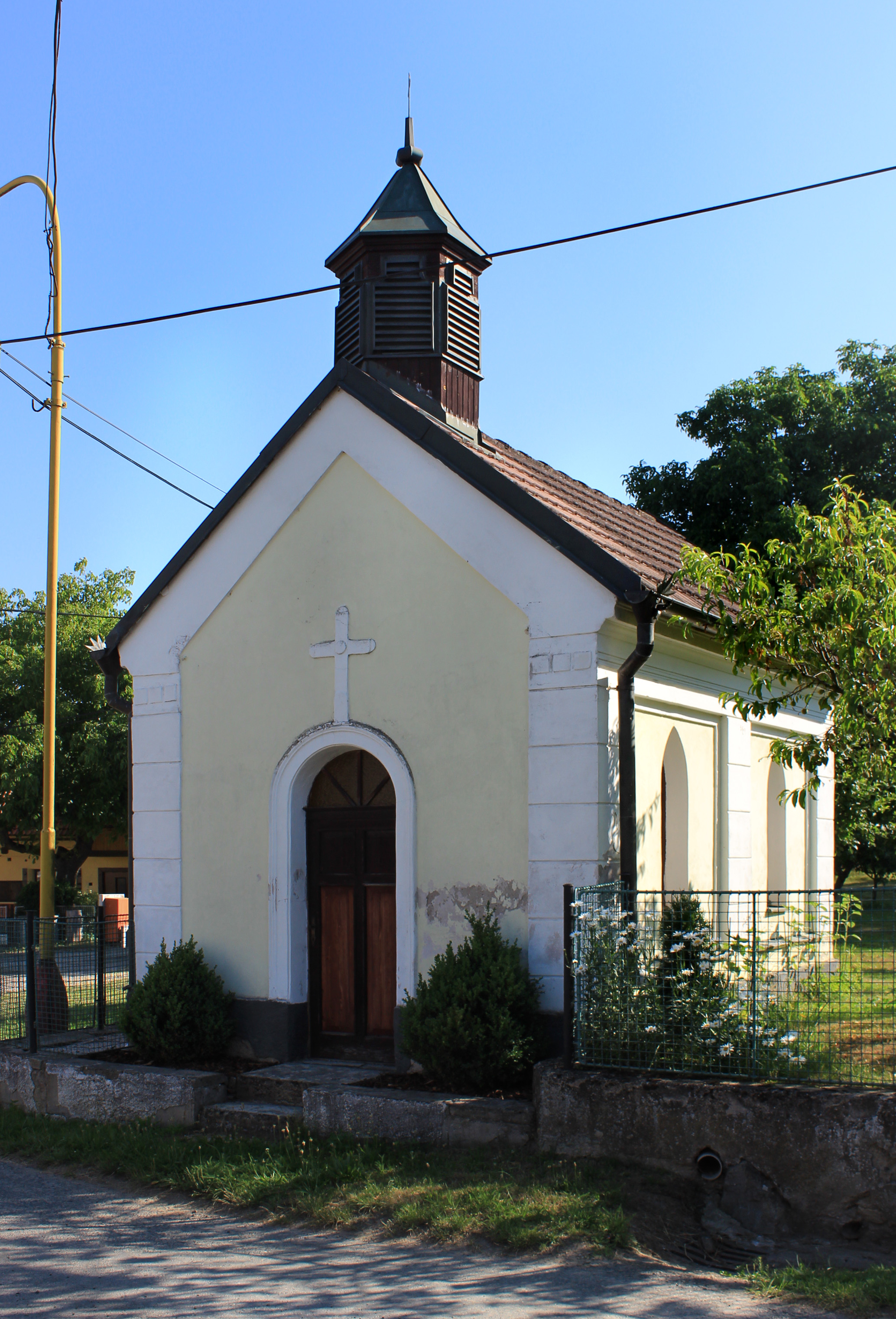
Kaple u návsi
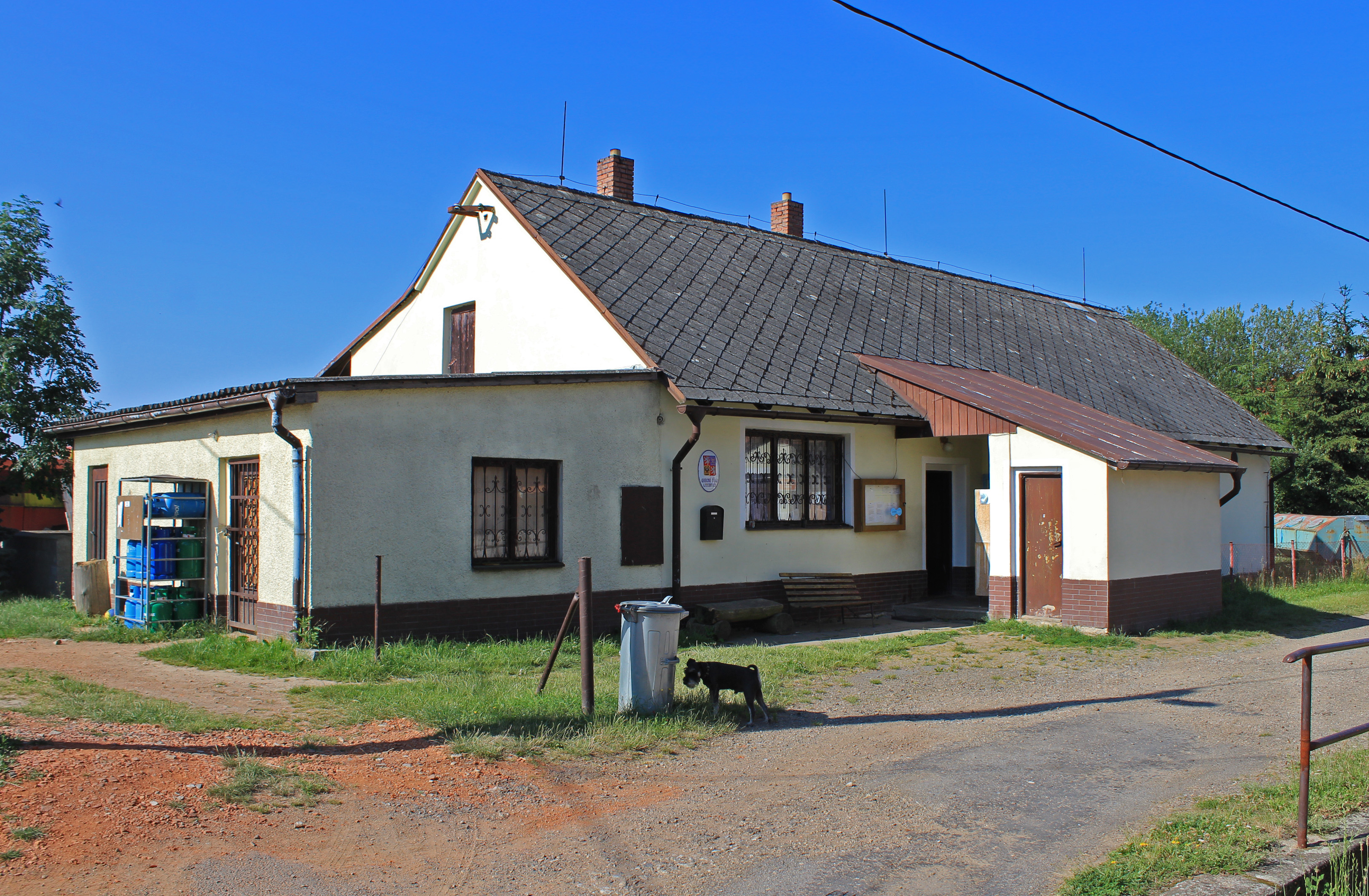
Obecní úřad
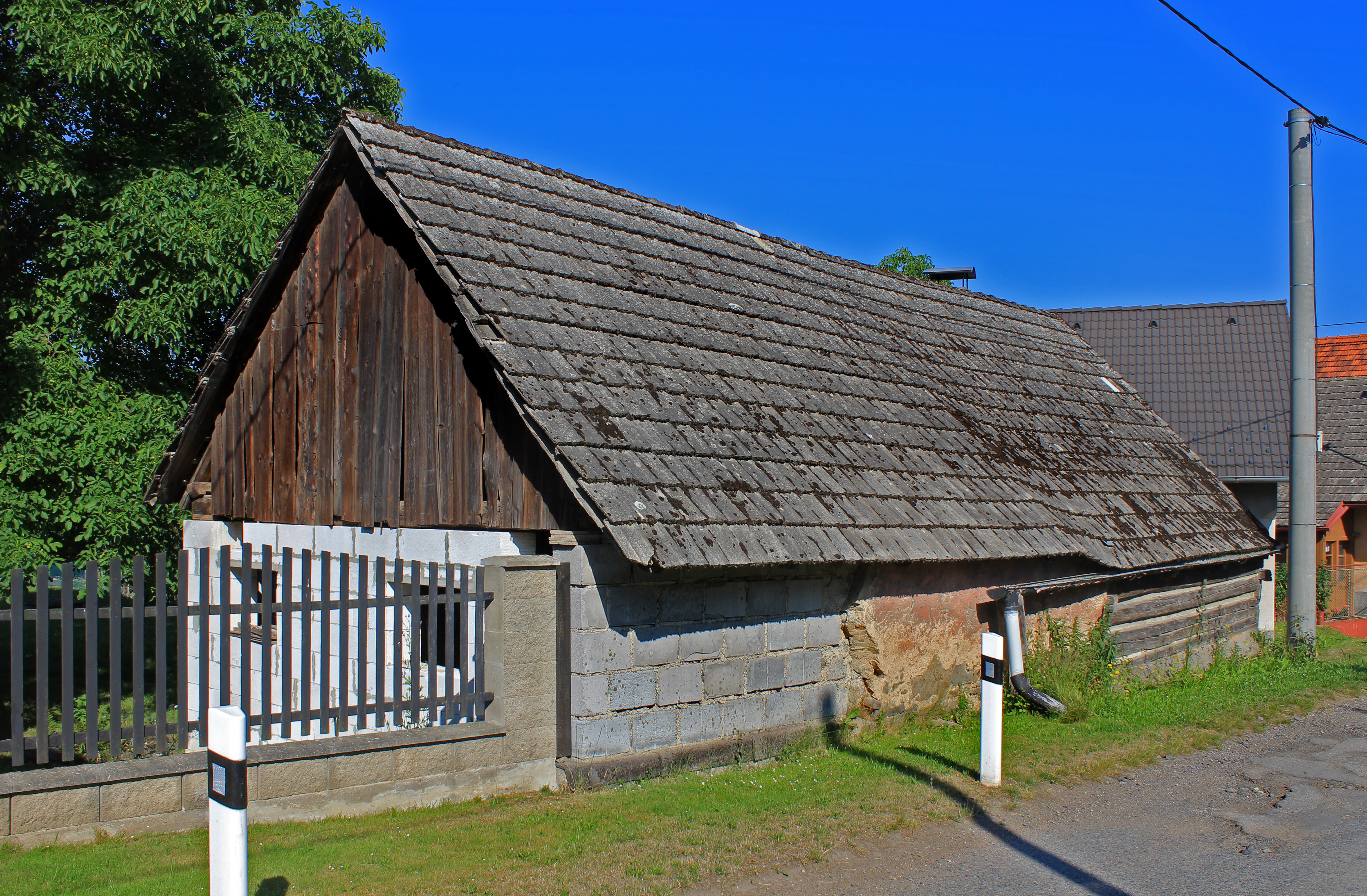
Opravovaná roubenka